# مارکو ده نیکولو
مارکو ده نیکولو (ایتالیایی: Marco De Nicolo؛ زادهٔ ۳۰ سپتامبر ۱۹۷۶) تیرانداز اهل ایتالیا است.